# بازی (فیلم ۲۰۱۶)
بازی (به انگلیسی: Game) فیلمی محصول سال ۲۰۱۶ و به کارگردانی ای. ام آر رامش است. در این فیلم بازیگرانی همچون آرجون سارجا، شمس‌الدین ابراهیم و مانیشا کویرالا ایفای نقش کرده‌اند.